# Rhacophorus achantharrhena
Rhacophorus achantharrhena is een kikker uit de familie schuimnestboomkikkers (Rhacophoridae). De soort werd voor het eerst wetenschappelijk beschreven door Michael Brown Harvey, Aaron J. Pemberton en Eric Nelson Smith in 2002.
De soort komt voor in Azië en endemisch in Indonesië. De natuurlijke habitat van deze soort zijn de tropische en subtropische regenwouden, rivieren en moerassen maar ze dreigen deze habitat te verliezen.